# 1. TSC Tanzkreis Schwarz-Gold Altenburg
Der 1. TSC „Tanzkreis Schwarz-Gold Altenburg“ e. V. ist ein Tanzsportverein in Altenburg. Der Verein verfügt neben Breitensport-Tanzkreisen über Turnierpaare in den Sparten Standard und Latein sowie über eine Standardformation, zwei Lateinformationen und ein Rock-’n’-Roll-Team als Showtanzgruppe. Die Standardformation startet in der Saison 2023/24 in der 1. Bundesliga Standard.

## Geschichte
Der Verein wurde 1962 gegründet. Er geht zurück auf den am 8. Januar 1949 aus der Tanzschule Schaller heraus gegründeten Tanzkreis Schwarz-Gold Altenburg, der den Mitgliedern die Teilnahme an Tanzsportturnieren ermöglichen sollte.

## Standardformation

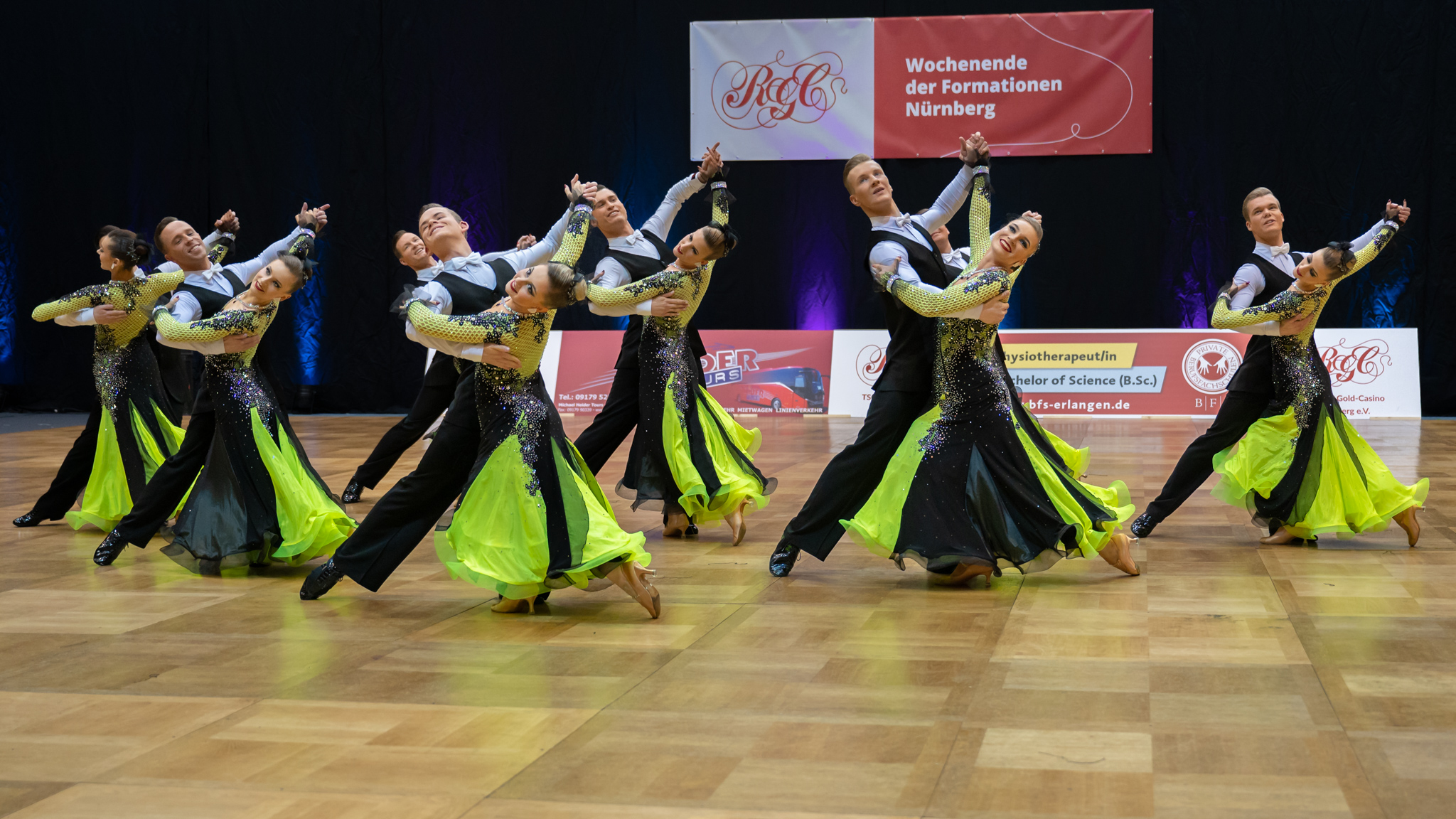
Standardformation (Saison 2022/23)

Die Standardformation des Vereins trat in der Saison 2008/09 erstmals im Ligabetrieb an. Nach zwei Saisons in der Regionalliga Süd Standard konnte zunächst keine Mannschaft mehr gemeldet werden, so dass die Formation erst zur Saison 2012/13 wieder an den Start ging. Nach vier Saisons in der Regionalliga gelang der Mannschaft die Qualifikation zum Aufstiegsturnier in die 2. Bundesliga. Auf diesem Turnier errang es den 4. Platz und verpasste somit den Aufstieg (2015/16). In der darauffolgenden Saison qualifizierte sich das Team jedoch erneut, belegte diesmal den zweiten Platz und stieg dadurch in die 2. Bundesliga Standard auf.
Nach zwei Saisons in der 2. Bundesliga wurde zur Saison 2019/20 das Liga-System in Deutschland restrukturiert. Durch die Aufteilung des Zweitligabetriebs in die Gebiete Nord, West und Süd startete die Formation daraufhin in der 2. Bundesliga Süd Standard. In der Saison 2022/23 qualifizierte sich die Mannschaft für das Aufstiegsturnier in die 1. Bundesliga, verpasste den Aufstieg jedoch, nachdem sie dort nur den 4. Platz erreichen konnte. Zur Saison 2023/24 wurden die 2. Bundesligen der Bereiche Süd und West zusammengefasst. Das Ergebnis fiel für das Team jedoch ähnlich aus. Mit dem Thema „Frauen regier’n die Welt“ qualifizierte man sich zwar für das Aufstiegsturnier, erreichte allerdings nur den 3. Platz. Im Juni 2023 verkündete der Deutsche Tanzsportverband, dass der TC Rot-Weiss Casino Mainz seine Formation aus der 1. Bundesliga Standard abgemeldet hatte und die Altenburger Formation nachnominiert worden war. Zur Saison 2023/24 startete die Altenburger Standardformation somit erstmalig in der 1. Bundesliga Standard.
Die Mannschaft wird von Henriette Schaller trainiert.

## Lateinformationen

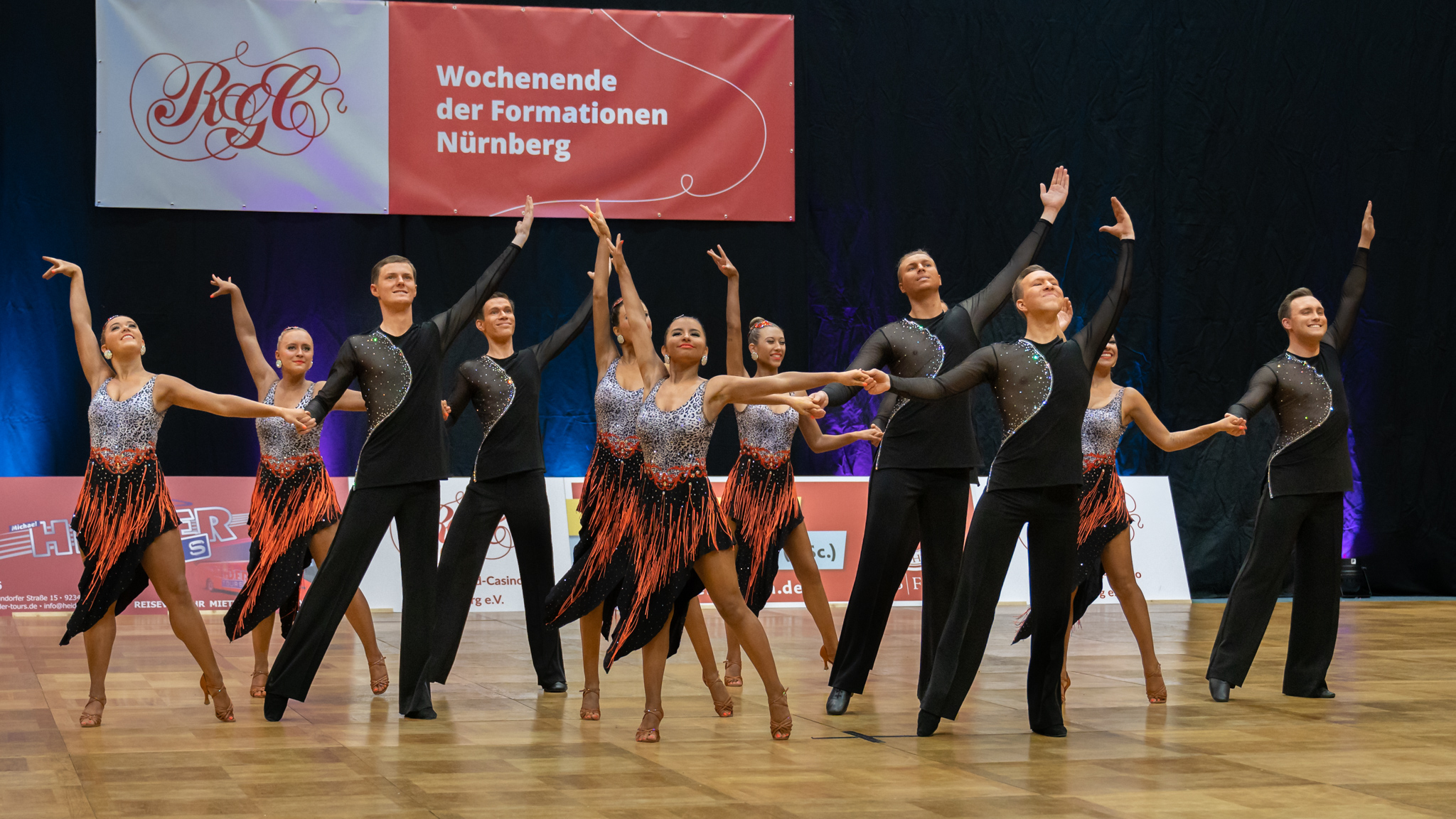
Lateinformation B (Saison 2022/23)

Der Verein verfügt seit den 1990er-Jahren über eine Lateinformation, die in der Saison 1995/96 erstmals zu Ligawettkämpfen in der Landesliga Süd Latein antrat. Seit der Saison 2000/01 nimmt der Verein mit zwei Lateinformationen an Ligawettkämpfen teil.
Die A-Formation tritt in der Saison 2023/24 in der 2. Bundesliga Süd Latein, die B-Formation in der Regionalliga Süd Bayern Latein an.
Trainiert werden die Mannschaften von Birgit Schaller mit Therese Schaller bzw. Henriette Schaller.